# Alceste (nome)
Alceste  è un nome proprio di persona italiano maschile e femminile.

## Varianti
- Femminili: Alcesti[1][2]
  - Alterati: Alcestina[1]
- Maschili: Alcesto[1]

### Varianti in altre lingue
Le varianti di seguito elencate sono tutte femminili:
- Catalano: Alcestes[3]
- Francese: Alceste
- Greco antico: Ἄλκηστις (Alkestis)[1][4], Ἀλκέστη (Alkeste)
- Greco moderno: Άλκηστις (Alkīstis)
- Inglese: Alcestis
- Latino: Alcestis[1][4]
- Lituano: Alkestidė
- Russo: Алкестида (Alkestida)
- Serbo: Алкеста (Alkesta)
- Spagnolo: Alcestes[3]
- Ungherese: Alkésztisz

## Origine e diffusione

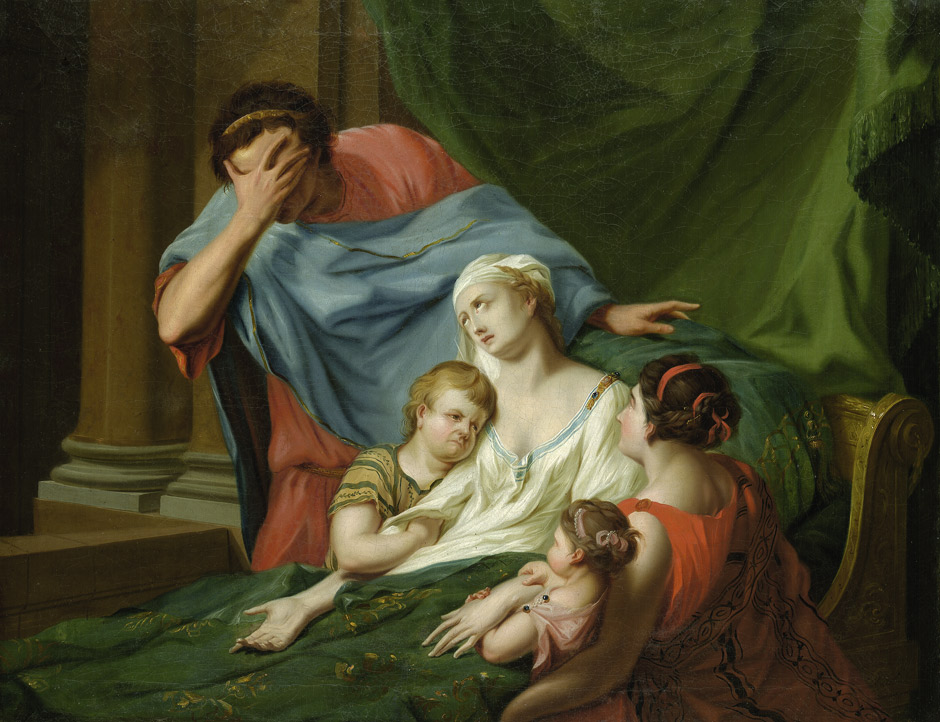
La morte di Alcesti, di Johann Heinrich Tischbein il Vecchio

Deriva dal nome femminile greco Ἄλκηστις (Alkestis), latinizzato in Alcestis, tratto dall'aggettivo ἀλκηστής (alkestes) che significa "forte", "coraggioso" (a sua volta da ἀλκή, alke, "forza", "potenza", "protezione", la stessa radice da cui vengono anche Alceo, Alcide, Alcinoo e Alcibiade). Nome di tradizione classica, è portato nella mitologia greca da Alcesti, la moglie di Admeto che accettò di scendere nell'Ade al posto del suo sposo e venne poi salvata da Eracle; alla sua vicenda sono ispirate diverse tragedie, fra cui l'Alcesti di Euripide.
In Italia è piuttosto raro, e negli anni settanta se ne contavano circa duemila occorrenze; è primariamente femminile, ma è attestato anche come maschile, un uso nato come ripresa del nome del protagonista della commedia di Molière del 1666 Il misantropo.

## Onomastico
Il nome è adespota, cioè non è portato da alcun santo, quindi l'onomastico ricade il 1º novembre, giorno di Ognissanti.

## Persone

Alceste de Ambris

### Maschile
- Alceste Angelini, poeta, traduttore e insegnante italiano
- Alceste Arcangeli, zoologo e biologo italiano
- Alceste Borella, editore e imprenditore italiano
- Alceste Campriani, pittore e docente italiano
- Alceste Catella, vescovo cattolico italiano
- Alceste de Ambris, sindacalista, giornalista e politico italiano
- Alceste De Lollis, educatore e letterato italiano
- Alceste Della Seta, politico, avvocato e giornalista italiano

## Il nome nelle arti
- Alceste è un personaggio del romanzo di Molière Il misantropo.